# Andreas Kontopoulos
Andreas Kontopoulos, född 1980, är en grekisk skådespelare.

## Roller (i urval)
- (2002) - Chemical Relationships
- (2000) - I Piso Porta
- (1999) - Thiliki Etairia